# Rourea krukovii
Rourea krukovii là một loài thực vật có hoa trong họ Connaraceae. Loài này được Paul Carpenter Standley công bố miêu tả khoa học bằng tiếng Latinh của Julian Alfred Steyermark lần đầu tiên vào năm 1940 theo mẫu vật số 8556 của B. A. Krukoff thu thập năm 1936. Tên loài là để vinh danh Boris Alexander Krukoff (1898-1983) - nhà thực vật học hệ thống kiêm nhà tư vấn thực vật học (cho Merck & Co từ 1935) người Mỹ gốc Nga.

## Phân bố
Loài này có tại miền bắc Brasil, Colombia, Peru, Venezuela.